# Anotopterus pharao
Anotopterus pharao é uma espécie de peixe pertencente à família Anotopteridae.
A autoridade científica da espécie é Zugmayer, tendo sido descrita no ano de 1911.

## Portugal
Encontra-se presente em Portugal, onde é uma espécie nativa.

## Descrição
Trata-se de uma espécie marinha. Atinge os 146 cm de comprimento, com base de indivíduos de sexo indeterminado.